# Щитов, Никита Александрович
Никита Александрович Щитов (род. 24 декабря 1983, Уфа, СССР) — российский хоккеист, защитник.

## Биография
Воспитанник уфимского «Салавата Юлаева». Пришёл в команду в 6 лет, после знакомства отца Никиты и тренера детской команды. Занимался в команде до 15 лет, после чего, вместе с другом по команде перебрались в фарм-клуб нижнекамского «Нефтехимика», из которого были отчислены за плохое поведение. Выступал за «Металлург» Серов.
В 2005 году вернулся в Уфу, где дебютировал в Суперлиге. Транзитом через нефтекамский «Торос», в котором играл в 2006—2007 годах, перебрался в «Нефтехимик», а ещё через год, перешёл в московский «Спартак», в составе которого принял участие в первом сезоне КХЛ.
12 ноября 2010 года был обменян в «Нефтехимик» на право выбора в первом раунде драфта юниоров КХЛ 2011. Сезон 2011/2012 стабильно выступал за нижнекамский клуб и был ассистентом капитана.
13 мая 2012 года подписал односторонний контракт со «Спартаком» до 2014 года.
23 мая 2013 года права на Щитова были проданы в «Нефтехимик». 2 ноября 2013 года, в результате обмена на Игоря Мусатова вернулся в «Салават Юлаев».
В сезоне 2013/2014, будучи игроком «Салавата Юлаева», дошёл с командой до финала конференции. Участник Матча всех звёзд КХЛ — 2015. В сезоне 2014/2015 выступал в составе клуба «Сочи», где являлся капитаном команды. Последующие сезоны выступал в «Нефтехимике» и екатеринбургском «Автомобилисте». С 2017 года по 2020 год вновь выступал в составе ХК «Сочи», являясь капитаном и ассистентом капитана. Летом 2020 года заявил о завершении карьеры.
Всего в КХЛ провёл 561 матч (включая игры плей-офф) и набрал 156 (45+111) очков по системе гол+пас.